# Туртурешти (Њамц)
Туртурешти (рум. Turturești) насеље је у Румунији у округу Њамц у општини Ђиров. Oпштина се налази на надморској висини од 415 m.

## Становништво
Према подацима из 2002. године у насељу је живело 440 становника, од којих су сви румунске националности.